# 豊岡英子
豊岡 英子（とよおか あやこ、1980年8月10日 - ）は、日本の元自転車競技選手、女子競輪選手。日本競輪学校（当時。以下、競輪学校）第114期生。日本競輪選手会大阪支部所属。
ホームバンクは岸和田競輪場。師匠は渡邉泰夫（62期）。

## 来歴
大阪府吹田市出身。吹田市立山田東中学校、追手門学院高等学校を経て、神戸松蔭女子学院大学を中退し、大阪体育大学に再入学。大学時代はトライアスロン選手だったが、後に自転車競技に転向する。

### 自転車競技選手時代
チーム・パナソニックレディースに所属。全日本シクロクロス選手権大会において、2005年から2011年まで7連覇を達成。この他、ロードレースでは、2007年の全日本選手権・個人ロード2位、2008年の同大会・個人タイムトライアル3位の実績がある他、2007年の三笠宮杯ツール・ド・とうほくでは総合優勝を果たしている。また、トラックレースの全日本選手権では、2009年に3km個人追い抜きとポイントレースでいずれも3位に入った。
全日本シクロクロス選手権大会を8回優勝したのち自転車競技を引退。プロの競輪選手へ転向すべく2016年に競輪学校第112期生の入学試験（技能試験）を受験するも不合格となる。
2017年、競輪学校入学試験を再受験（技能試験）し合格、第114期生として同校入学。在校成績は1着18回で6位、卒業記念レースでは決勝6着。
2018年3月、競輪学校を卒業。5月1日、選手登録される。

### 競輪選手時代
2018年7月14日、地元・岸和田競輪場でデビュー。7月31日、高松競輪場での第5レース（最終日一般戦）で初勝利を挙げる。
2020年10月3日、向日町FIIで初優勝（2着入線だったが1着選手の失格により繰り上がり優勝）。
2022年1月4日、いわき平FIIで2回目の優勝。41歳4か月での優勝であり、前年に加瀬加奈子が41歳1か月で記録したガールズケイリン最年長優勝記録を更新した。

## 主な記録
- ガールズケイリン最年長優勝 - 41歳4か月25日。2022年1月4日、いわき平FIIにて達成（その後、加瀬加奈子が再度更新[3]）

## 主な実績
2005年
- 全日本シクロクロス選手権大会 優勝

2006年
- 全日本シクロクロス選手権大会 優勝（2回目）
- 関西シクロクロス 優勝

2007年
- 全日本シクロクロス選手権大会 優勝（3回目）
- 関西シクロクロス 優勝
- 全日本自転車競技選手権大会 個人ロードレース 2位
- 三笠宮杯ツール・ド・とうほく 総合優勝

2008年
- 全日本シクロクロス選手権大会 優勝（4回目）
- 関西シクロクロス 優勝

2009年
- 全日本シクロクロス選手権大会 優勝（5回目）
- トラックレース全日本選手権
  - 個人追抜 3位
  - ポイントレース 3位

2010年
- 全日本シクロクロス選手権大会 優勝（6回目）
- シクロクロス滋賀大会 優勝
- 全日本選手権・ITT 2位

2011年
- 全日本シクロクロス選手権大会 優勝（7回目）
- シクロクロス長野大会 優勝

2012年
- 全日本シクロクロス選手権大会で、宮内佐季子に敗れ2位となり、8連覇を逸した。

2013年
- シクロクロス全日本選手権  4位（優勝は宮内佐季子）

2014年
- シクロクロス全日本選手権  優勝（8回目）

2015年
- シクロクロス全日本選手権 5位（優勝は坂口聖香）